# Freiherr-vom-Stein-Schule Immenhausen
Die Freiherr-vom-Stein-Schule ist eine staatliche Gesamtschule in Immenhausen, einem Ort bei Kassel. Die Schule vom Typ Kooperative Gesamtschule (KGS) hat einen Mittelstufenschulzweig und einen Gymnasialzweig sowie ein Ganztagsangebot. Die Gebäude der Schule wurden 1967/68 errichtet und 2008/09 saniert.

## Geschichte
Aufzeichnungen aus dem 15. Jahrhundert über eine „Parochialschule“, also einer Schule der kirchlichen Stadtgemeinde und ihres Umlandes, sind die frühesten Zeugnisse einer Schule in Immenhausen. 1631 wurde diese Schule im Dreißigjährigen Krieg niedergebrannt, und musste danach wiederaufgebaut werden. 1805 erhielt die Schule die Bezeichnung „Volksschule“. Zu Beginn des 20. Jahrhunderts stiegen die Schülerzahlen auf 400 an. Nach dem Zweiten Weltkrieg sorgten zahlreiche Flüchtlinge für ein Anwachsen der Schülerzahl auf fast 600.
1955/56 zog die Stadt Immenhausen bauliche Verbesserungen in Erwägung. 1965 wurde der Schulzweckverband zwischen den Gemeinden Immenhausen, Holzhausen und Mariendorf gegründet, was die Errichtung einer Mittelpunktschule ermöglichte. Der Neubau der Mittelpunktschule Immenhausen erfolgte zwischen 1965 und 1968 in zwei Bauabschnitten. 1967 wurde der erste Bauabschnitt nach 14-monatiger Bauzeit seiner Bestimmung übergeben. 1968 folgte der zweite Bauabschnitt mit dem Fachklassentrakt. Einschließlich Turnhalle und Kleinsportfeld betrugen die Gesamtkosten rund 4,4 Millionen DM. Seit 1967 trägt die Schule den Namen „Freiherr-vom-Stein-Schule, Grund-, Haupt- und Realschule in Immenhausen“.
In den 1970er Jahren wurde eine „Förderstufe“ eingerichtet. 1970 ging die Schulträgerschaft auf den Kreis Kassel über. 1972 wechselte die Schulform zur „Gesamtschule im Aufbau“, die 1974 eingerichtet wurde. Durch die geburtenstarken Jahrgänge wurde ein Erweiterungsbau nötig, der 1977 in Betrieb genommen wurde. Die Schustertyp-Bauweise der früheren Mittelpunktschule wurde durch den Betonfertigbau und Raster-Stahlbeton-Skelett-Bauweise ergänzt.
1982 erreichte die Gesamtschule mit mehr als tausend Schülerinnen und Schülern ihre höchste Schülerzahl. 1995 wurde die Gesamtschule zur „Offenen Ganztagsschule“. 1999 begann der Bau einer Aula mit zwei Multifunktionsräumen über den Werkräumen. 2005 wurde der grundständige Gymnasialzweig eingerichtet. Von 2007 bis 2009 wurden insgesamt acht Gebäude der Freiherr-vom-Stein-Schule und der benachbarten Lilli-Jahn Grundschule saniert und modernisiert. Dabei wurde das Bibliotheksgebäude mit Lese- und Zeichen-Raum neu errichtet.

## Schulisches Profil
Die Schule hat ein Ganztagsangebot im Profil 2.
Den Mittelstufenschulzweig gibt es seit 2014. Zunächst besuchen die Kinder von der 5. bis zur 7. Klasse die Aufbaustufe. Nach der Klasse 7 gibt es zwei Bildungsgänge: Der „Mittlere Bildungsgang“ führt zum Realschulabschluss. Der „Praxisorientierte Bildungsgang“ führt mit viel Praxisbezug zum Hauptschulabschluss. Beide Abschlüsse befähigen bei Eignung zum Besuch weiterführender Schulen. Zur Berufsorientierung gehören auch eigene Berufemessen in der Schule. Auch das Gründen von Schülerfirmen gehört zum Konzept im Wahlpflichtbereich. Ein Tag in der Woche sind die Schülerinnen und Schüler seitdem in den Fachräumen der Berufsschule in Hofgeismar.
Der Gymnasialzweig (G9) wird ab der Klasse 5 bis zur gymnasialen Oberstufe besucht. Mittelstufenzweigschülerinnen und -Schüler mit qualifizierendem Realschulabschluss können bei entsprechender Eignung ebenfalls eine Gymnasiale Oberstufenschule oder ein Berufliches Gymnasium besuchen, bzw. an einer Fachoberschule (FOS) das Fachabitur ablegen. 2014 hatten die Eltern für eine Rückkehr von G8 zu G9 votiert, 2011 hatte dies die Schulleitung und Schulkonferenz vorgeschlagen und ein Konzept vorgelegt.

## Außerschulische Aktivitäten
Schüler der Schule nehmen an einer Reihe von Wettbewerben, wie dies für weiterführende Schulen in Deutschland üblich ist. Dazu gehören Vorlesewettbewerbe, „SINUS“ in Mathematik und Naturwissenschaften, Känguru und andere Mathematikwettbewerbe, „Faszination Technik“ des VDI sowie die Teilnahme an „Jugend trainiert für Olympia“.
Die Stadt- und Schulbücherei wird gemeinsam von Stadt, Grund- und Gesamtschule getragen und vom Förderverein unterstützt. Die Bibliothek umfasste im Jahr 2020 etwa 12.500 Medien, neben Büchern auch Hörbücher, DVDs und Zeitschriften. Die Bücherei spendete Bücher für das Kunstwerk „The Parthenon of Books“ der Konzeptkünstlerin Marta Minujín, das 2017 im Rahmen der documenta 14 auf dem Friedrichsplatz in Kassel ausgestellt wurde.

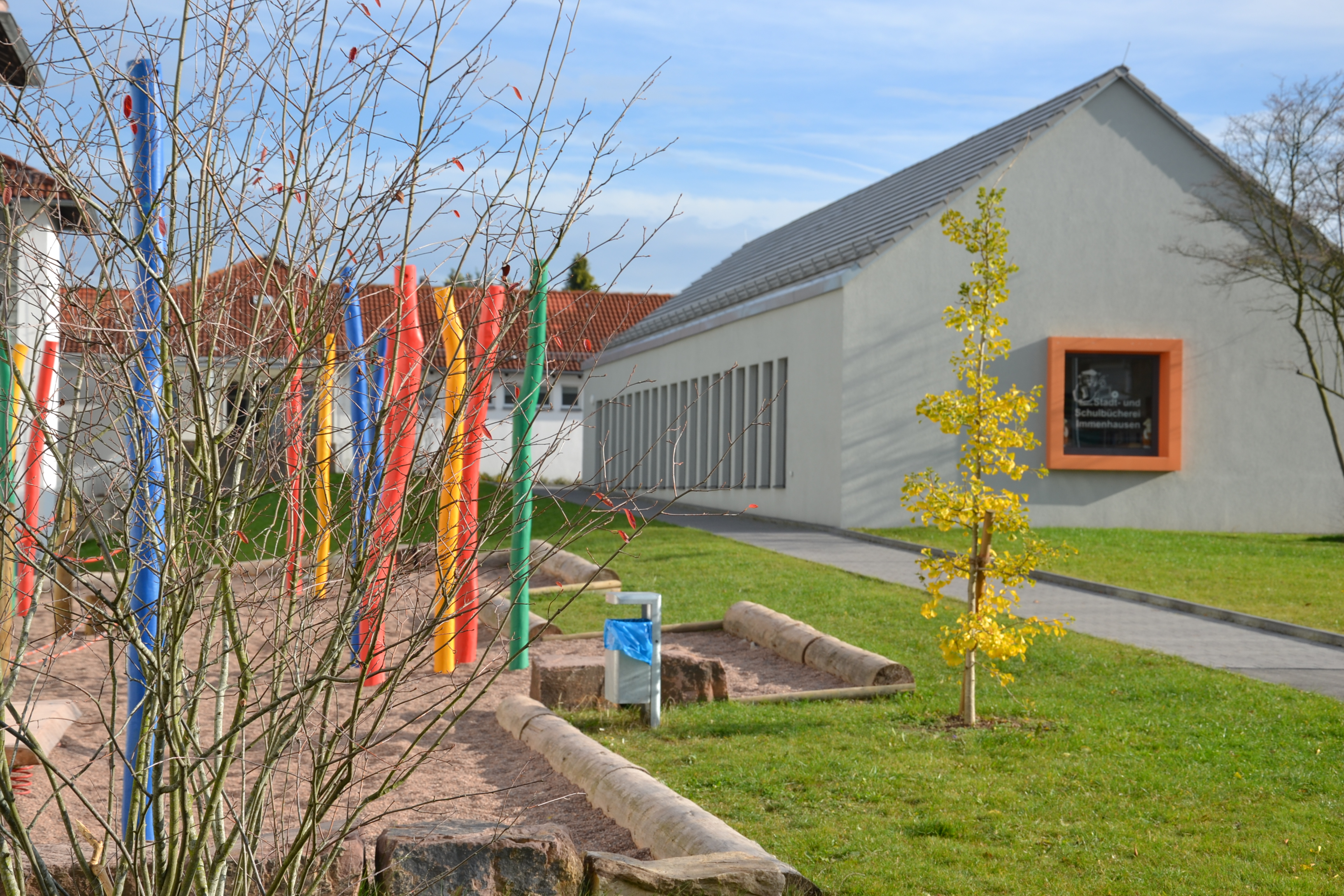
Schule nach der Sanierung: Neue Stadt- und Schulbücherei

Der Förderverein der Schule hat unter anderem 2011 die Kosten für den neuen Spielplatz getragen. Er betreibt zudem die Mensa und die Stadt- und Schulbücherei. 2011 war der Förderverein Gründungsmitglied des Landesverbandes der Schulfördervereine in Hessen.
Seit 2017 gibt es einen „Schulwald“, für dessen neugepflanzte Bäume jeweils eine Klasse die Patenschaft hat.